# عباسی (تبریز)
خیابان سردار عباسی (فرح سابق) اصلی‌ترین و بزرگ‌ترین خیابان محله تاریخی باغمیشه تبریز است که در امتداد شرقی - غربی این محله واقع شده و حدود ۵ کیلومتر طول دارد. امروزه مردم تبریز از محله باغمیشه با نام محله عباسی نام می‌برند.

## بناهای تاریخی عباسی
محله عباسی تبریز از نظر تاریخی بسیار غنی می‌باشد، چرا که بنایی نظیر ربع رشیدی در تپه‌های گوشهٔ شمال شرقی چهارراه عباسی خودنمایی می‌کند و از طرفی دیگر نیز در راه پارک معروف " قله " مقبره دو کمال قرار دارد که آرامگاه کمال الدین بهزاد نقاش معروف و کمال الدین مسعود خجندی شاعر معروف است.

## توپوگرافی عباسی
ارتفاع این خیابان در اول عباسی از ۱۴۱۰ متر شروع شده، در چهارراه عباسی به ۱۴۳۵ متر و در آخر عباسی (محدوده‌ای نزدیک به میدان شهید فهمیده) به ۱۵۰۰ متر می‌رسد؛ به همین دلیل است که قسمت‌های غربی محله آب و هوایی تقریباً یکسان با ایستگاه هواشناسی سینوپتیک فرودگاهی و جو بالای تبریز دارد، اما قسمت‌های شرقی و انتهایی محله نزدیک به شهرک باغمیشه، آب و هوایی کوهستانی دارد. در فصول گرم سال نیز بارش تگرگ و رگبار باران باعث ایجاد سیلاب‌هایی شدید در مسیر غربی - شرقی با منشأ بارندگی در شهرک باغمیشه و در مسیر شمالی - جنوبی با منشأ بارندگی در دامنه‌های عون بن علی و یوسف آباد می‌شود که در مواقعی نادر و با تلفیق این دو سیلاب در چهار راه عباسی، سیلاب عظیمی به سوی خیابان هفت تیر و محله سرچشمه روانه می‌شود.
عباسی تبریز فقط مختص به اول عباسی؛ چهارراه عباسی و آخر عباسی نمی‌شود و اهالی محله‌های یوسف آباد؛ توانیر؛ ولی امر

## لرزه خیزی عباسی
خیابان عباسی تبریز و محلات تحت پوشش آن، جزو سه محله لرزه خیز تبریز می‌باشد. سه محله تبریز از نظر شدت بالای لرزه خیزی عبارتند از ولیعصر، شهرک باغمیشه و عباسی.

## مراکز مهم اداری عباسی
از جمله مراکز اداری و رفاهی این محله می‌توان به اداره پژوهشی هواشناسی - آب‌شناسی، مرکز مخابرات شهریار، مرکز مراقبت از سالمندان آخر عباسی، بیمارستان شمس، کلانتری ۱۲ تبریز و بیمارستان چشم‌پزشکی نیکوکاری اشاره کرد.